# Charigny
Charigny település Franciaországban, Côte-d’Or megyében. Lakosainak száma 36 fő (2022. január 1.). Charigny Marigny-le-Cahouët, Villeneuve-sous-Charigny és Braux községekkel határos.

## Népesség
A település népességének változása:
| Lakosok száma | 41   | 41   | 37   | 40   | 34   | 35   | 34   | 37   | 37   | 36   |
|               | 1968 | 1982 | 1990 | 2006 | 2013 | 2015 | 2017 | 2019 | 2020 | 2022 |